# 坳蛙属
坳蛙属（学名：Aubria）为赤蛙科的一个属。

## 下属物种
本属包括以下物种：
- Aubria masako Ohler & Kazadi, 1990
- Aubria subsigillata (Duméril, 1856)